# Stazione di Puigcerdà
La stazione di Puigcerdà (in spagnolo Estación de Puigcerdá, in catalano Estació de Puigcerdà) è una stazione ferroviaria di confine nei Pirenei nella Catalogna (Spagna) posta sulle linee Barcellona - Latour-de-Carol (scartamento iberico, elettrificata a 3000 V CC) e storicamente anche Portet-Saint-Simon - Puigcerdà (scartamento UIC, elettrificata a 1500 V), che ora è inutilizzata ed interrotta all’incrocio in entrata di questa stazione. Serve il comune di Puigcerdà.